# Patinatge de velocitat en pista curta als Jocs Olímpics d'hivern de 2010 - 1.000 metres femenins
Als Jocs Olímpics d'Hivern de 2010 celebrats a la ciutat de Vancouver (Canadà) es disputà una prova de patinatge de velocitat en pista curta sobre una distància de 1.000 metres en categoria femenina que formà part del programa oficial dels Jocs.
La prova es disputà entre els dies 24 i 26 de febrer de 2010 a les instal·lacions del Pacific Coliseum. Hi participaren un total de 32 patinadores de 18 comitès nacionals diferents.

## Resum de medalles
| Or        | Argent            | Bronze        |
| Wang Meng | Katherine Reutter | Park Seung-Hi |

## Resultats

### Qualificació
| Pos. | Mànega | Nom                | CON             | Temps    | Notes |
| ---- | ------ | ------------------ | --------------- | -------- | ----- |
| 1    | 1      | Park Seung-Hi      | Corea del Sud   | 1:31.885 | Q     |
| 2    | 1      | Tania Vicent       | Canadà          | 1:37.561 | Q     |
| 4    | 1      | Allison Baver      | Estats Units    | -        | DSQ   |
| 4    | 1      | Jorien ter Mors    | Països Baixos   | -        | DSQ   |
| 1    | 2      | Kalyna Roberge     | Canadà          | 1:31.033 | Q     |
| 2    | 2      | Bernadett Heidum   | Hongria         | 1:31.125 | Q     |
| 3    | 2      | Elise Christie     | Regne Unit      | 1:31.363 |       |
| 4    | 2      | Kateřina Novotná   | Txèquia         | 1:45.300 |       |
| 1    | 3      | Tatiana Borodulina | Austràlia       | 1:32.509 | Q     |
| 2    | 3      | Mika Ozawa         | Japó            | 1:32.577 | Q     |
| 3    | 3      | Cecilia Maffei     | Itàlia          | 1:32.615 |       |
| 4    | 3      | Liesbeth Mau Asam  | Països Baixos   | -        | DSQ   |
| 1    | 4      | Jessica Gregg      | Canadà          | 1:32.565 | Q     |
| 2    | 4      | Arianna Fontana    | Itàlia          | 1:32.640 | Q     |
| 3    | 4      | Veronika Windisch  | Àustria         | 1:32.775 |       |
| 4    | 4      | Evguènia Radànova  | Bulgària        | 1:32.829 |       |
| 1    | 5      | Katherine Reutter  | Estats Units    | 1:30.508 | RO, Q |
| 2    | 5      | Sun Linlin         | R.P. de la Xina | 1:30.629 | Q     |
| 3    | 5      | Ayuko Ito          | Japó            | 1:31.137 |       |
| 4    | 5      | Nina Yevteyeva     | Rússia          | 1:31.302 |       |
| 1    | 6      | Cho Ha-Ri          | Corea del Sud   | 1:35.953 | Q     |
| 2    | 6      | Stéphanie Bouvier  | França          | 1:36.199 | Q     |
| 3    | 6      | Biba Sakurai       | Japó            | 1:36.416 |       |
| 4    | 6      | Valeriya Potemkina | Rússia          | 1:36.438 |       |
| 1    | 7      | Wang Meng          | R.P. de la Xina | 1:30.958 | Q     |
| 2    | 7      | Annita van Doorn   | Països Baixos   | 1:31.516 | Q     |
| 3    | 7      | Kimberly Derrick   | Estats Units    | 1:31.663 |       |
| 4    | 7      | Han Yueshuang      | Hong Kong       | 1:38.115 |       |
| 1    | 8      | Zhou Yang          | R.P. de la Xina | 1:30.781 | Q     |
| 2    | 8      | Paula Bzura        | Polònia         | 1:31.338 | Q     |
| 3    | 8      | Aika Klein         | Alemanya        | 1:58.857 | q     |
| 4    | 8      | Erika Huszar       | Hongria         | -        | DSQ   |

### Quarts de final
| Pos. | Mànega | Nom                | CON             | Temps    | Notes |
| ---- | ------ | ------------------ | --------------- | -------- | ----- |
| 1    | 1      | Park Seung-Hi      | Corea del Sud   | 1:30.769 | Q     |
| 2    | 1      | Kalyna Roberge     | Canadà          | 1:30.769 | Q     |
| 3    | 1      | Annita van Doorn   | Països Baixos   | 1:32.067 |       |
| 4    | 1      | Mika Ozawa         | Japó            | 1:32.183 |       |
| 1    | 2      | Zhou Yang          | R.P. de la Xina | 1:29.849 | Q, RO |
| 2    | 2      | Jessica Gregg      | Canadà          | 1:30.207 | Q     |
| 3    | 2      | Bernadett Heidum   | Hongria         | 1:30.313 |       |
| 4    | 2      | Stéphanie Bouvier  | França          | 1:30.420 |       |
| 1    | 3      | Katherine Reutter  | Estats Units    | 1:29.955 | Q     |
| 2    | 3      | Cho Ha-Ri          | Corea del Sud   | 1:30.543 | Q     |
| 3    | 3      | Sun Linlin         | R.P. de la Xina | 1:30.589 |       |
| 4    | 3      | Aika Klein         | Alemanya        | 1:51.552 |       |
|      | 3      | Tania Vicent       | Canadà          |          | DSQ   |
| 1    | 4      | Wang Meng          | R.P. de la Xina | 1:32.267 | Q     |
| 2    | 4      | Tatiana Borodulina | Austràlia       | 1:32.465 | Q     |
| 3    | 4      | Arianna Fontana    | Itàlia          | 1:32.472 |       |
| 4    | 4      | Paula Bzura        | Polònia         | 1:32.662 |       |

### Semifinal
| Pos. | Mànega | Nom                | CON             | Temps    | Notes  |
| ---- | ------ | ------------------ | --------------- | -------- | ------ |
| 1    | 1      | Zhou Yang          | R.P. de la Xina | 1:29.049 | QA, RM |
| 2    | 1      | Park Seung-Hi      | Corea del Sud   | 1:29.165 | QA     |
| 3    | 1      | Tatiana Borodulina | Austràlia       | 1:29.663 | QB     |
| 4    | 1      | Jessica Gregg      | Canadà          | 1:33.139 | QB     |
| 1    | 2      | Katherine Reutter  | Estats Units    | 1:30.568 | QA     |
| 2    | 2      | Wang Meng          | R.P. de la Xina | 1:30.573 | QA     |
| 3    | 2      | Kalyna Roberge     | Canadà          | 1:30.736 | QB     |
| 4    | 2      | Cho Ha-Ri          | Corea del Sud   | 1:30.792 | QB     |

### Finals

#### Final B
| Pos. | Nom                | CON           | Temps    | Notes |
| ---- | ------------------ | ------------- | -------- | ----- |
| 4    | Cho Ha-Ri          | Corea del Sud | 1:31.932 |       |
| 5    | Kalyna Roberge     | Canadà        | 1:32.122 |       |
| 6    | Jessica Gregg      | Canadà        | 1:32.333 |       |
| 7    | Tatiana Borodulina | Austràlia     | 1:32.661 |       |

#### Final A
| Pos. | Nom               | CON             | Temps    | Notes |
| ---- | ----------------- | --------------- | -------- | ----- |
| 1    | Wang Meng         | R.P. de la Xina | 1:29.213 |       |
| 2    | Katherine Reutter | Estats Units    | 1:29.324 |       |
| 3    | Park Seung-Hi     | Corea del Sud   | 1:29.379 |       |
|      | Zhou Yang         | R.P. de la Xina |          | DSQ   |

Q: qualificat
q: qualificat
RO: rècord olímpic
RM: rècord del món
DSQ: desqualificació